# Niklas Söderberg (fotbollsspelare)
Niklas Erik Söderberg, född 10 januari 1997, är en svensk fotbollsspelare som spelar för Östers IF.

## Karriär
Söderberg började spela fotboll i Märsta IK. Säsongen 2012 spelade han en match med A-laget i Division 3 norra Svealand. Inför säsongen 2014 gick Söderberg till Vasalunds IF, där han spelade med U17-laget i U17-allsvenskan.
Söderberg spelade även som ung i Sollentuna FK, han spelade två matcher och gjorde tre mål med A-laget i Division 4. I januari 2017 värvades Söderberg av Division 3-laget IFK Stocksund. Ett år senare skrev han på för IFK Lidingö. 
I mars 2019 värvades Söderberg av Ettan-klubben IF Sylvia, där han skrev på för ett år. I december 2019 förlängde Söderberg sitt kontrakt i klubben med ett år.
I augusti 2020 blev han klar med Superettan-klubben IK Brage, där han skrev på ett treårskontrakt. I januari 2023 värvades Söderberg av Östers IF, där han skrev på ett treårskontrakt.
Den 30 mars 2025 debuterade Söderberg i Allsvenskan i en 4-3 förlust mot IFK Norrköping, då han spelade 62 minuter innan han blev utbytt mot Magnus Christensen.

## Privatliv
Han är tvillingbror till fotbollsspelaren Daniel Söderberg som spelar för Sandvikens IF.

## Meriter
Östers IF
- Superettan: 2024